# Lafox
Lafox – miejscowość i gmina we Francji, w regionie Nowa Akwitania, w departamencie Lot i Garonna.
Według danych na rok 1990 gminę zamieszkiwało 706 osób, a gęstość zaludnienia wynosiła 135 osób/km² (wśród 2290 gmin Akwitanii Lafox plasuje się na 573. miejscu pod względem liczby ludności, natomiast pod względem powierzchni na miejscu 1413.).